# Cantón de Carlux
El cantón de Carlux era una división administrativa francesa, que estaba situada en el departamento de Dordoña y la región de Aquitania.

## Composición
El cantón estaba formado por once comunas:
- Calviac-en-Périgord
- Carlux
- Carsac-Aillac
- Cazoulès
- Orliaguet
- Peyrillac-et-Millac
- Prats-de-Carlux
- Sainte-Mondane
- Saint-Julien-de-Lampon
- Simeyrols
- Veyrignac

## Supresión del cantón de Carlux
En aplicación del Decreto nº 2014-218 de 21 de febrero de 2014, el cantón de Carlux fue suprimido el 22 de marzo de 2015 y sus 11 comunas pasaron a formar parte del nuevo cantón de Terrasson-Lavilledieu.